# Джамбалая

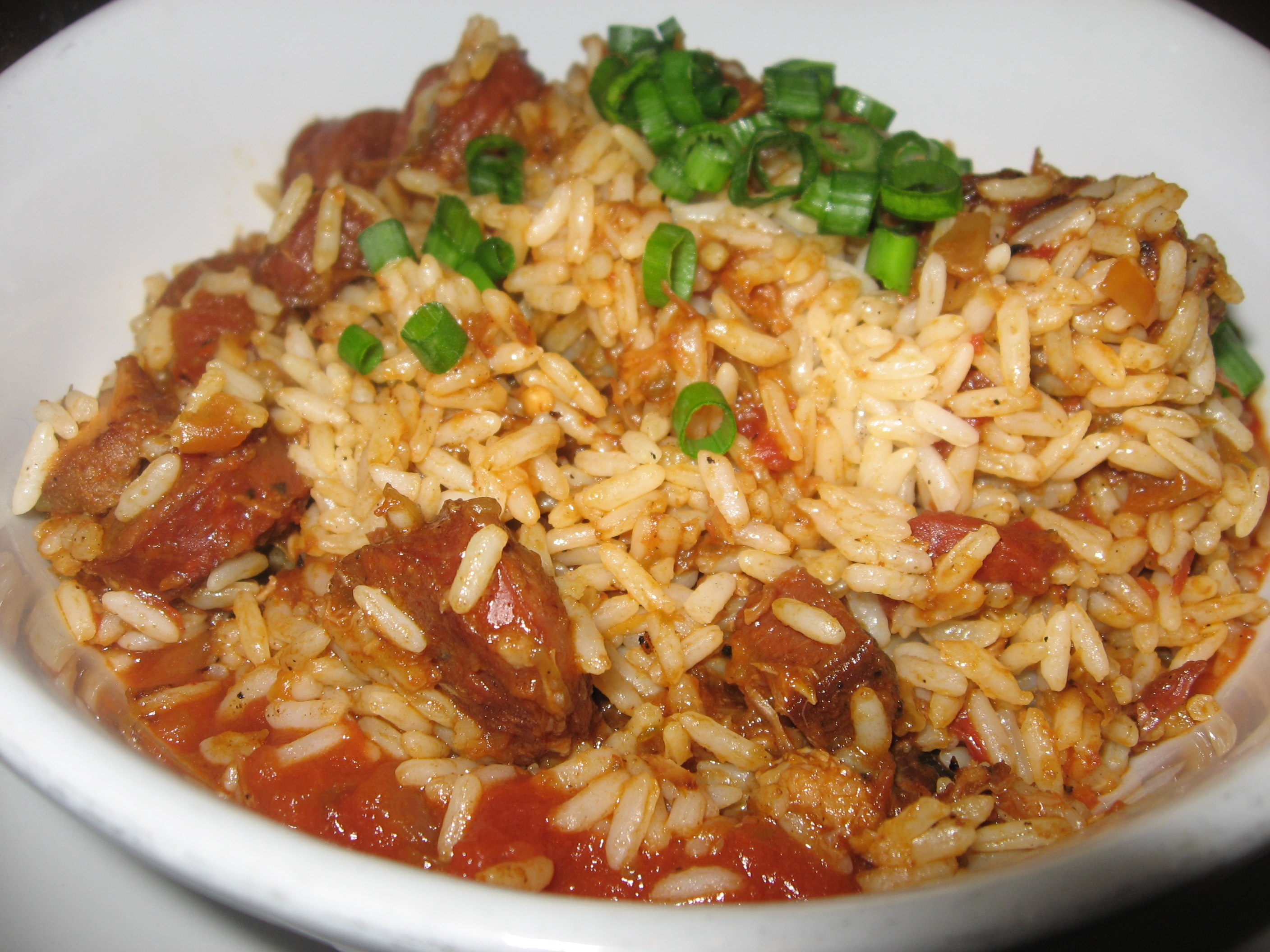
Джамбалая

Джамбалая (англ. Jambalaya) — креольська страва на основі рису.
Є версія, що назва цієї страви походить від французького jambon, що означає шинку. Дійсно, ця страва в класичному варіанті містить шинку або інші ковбаси, але сучасні версії можуть готуватися і без шинки, а наприклад, з рибою або морепродуктами.
Найчастіше так перекладають англійською мовою слово «плов».

## Історія страви
Креольська джамбалая походить з французького кварталу Нового Орлеану. Джамбалая була спробою іспанців приготувати паелью у Новому Світі, де шафран не був легко доступним, так як імпортувався, тому помідори стали замінником шафрану. Йшов час, французький вплив в Новому Орлеані посилився, і прянощі з країн Карибського басейну остаточно перетворили цю паелью в унікальну страву.
У сучасній Луїзіані ця страва еволюціонувала в безліч варіацій.
Перша згадка назви «джамбалая» датується 1837 роком у виданні «Leis amours de Vanus; vo, Lou paysan oou théâtré». В англійській мові це слово з'явилося в 1849 році в журналі «American Agriculturalist», на сторінці 161, де автор Солон Робінсон (Solon Robinson) згадує рецепт «Hopping Johnny (jambalaya)».
Вперше в куховарських книгах згадана з 1878 року — в «The Gulf City Cook Book», виданій в Алабамі.
У 1920-1930-х роках джамбалая переживає розквіт популярності, в основному завдяки дуже гнучкому рецептом. Страва містила рис і овочі без жодних надмірностей, що популяризувало рецепт серед незаможних верств населення.
У 1968 році губернатор штату Луїзіана Джон МакКітен проголосив місто Гонсалес світовою столицею Джамбалаї. Щовесни тут проводиться Фестиваль Джамбалаї.